# Ruta Provincial 7 (Chubut)
La Ruta Provincial 7 es una carretera asfaltada de 72 km ubicada en la provincia del Chubut en Argentina. Atraviesa todo el largo del Valle inferior del río Chubut desde 28 de Julio hasta Rawson pasando por la zona de chacras. El primer tramo pavimentado fue en 1973 y el último en 2010. En septiembre de 2015 la Legislatura de la Provincia del Chubut impuso el nombre de José María Sáez, exsenador nacional, a la ruta.

## Localidades
- Departamento Rawson: Rawson (km 0-1) y Trelew (km 13-14)
- Departamento Gaiman: Gaiman (km 38), Dolavon (km 56) y 28 de Julio (km 72)

## Turismo
La ruta atraviesa el Valle inferior del río Chubut pasando por varias ciudades (Rawson, Trelew, Gaiman, Dolavon y la comuna rural de 28 de julio) y numerosos núcleos rurales de origen galés, como Hendre y Bryn Gwyn. A lo largo del camino se pueden ver varias capillas galesas y apreciar el paisaje de la zona fértil que deja el Río Chubut.

## Galería

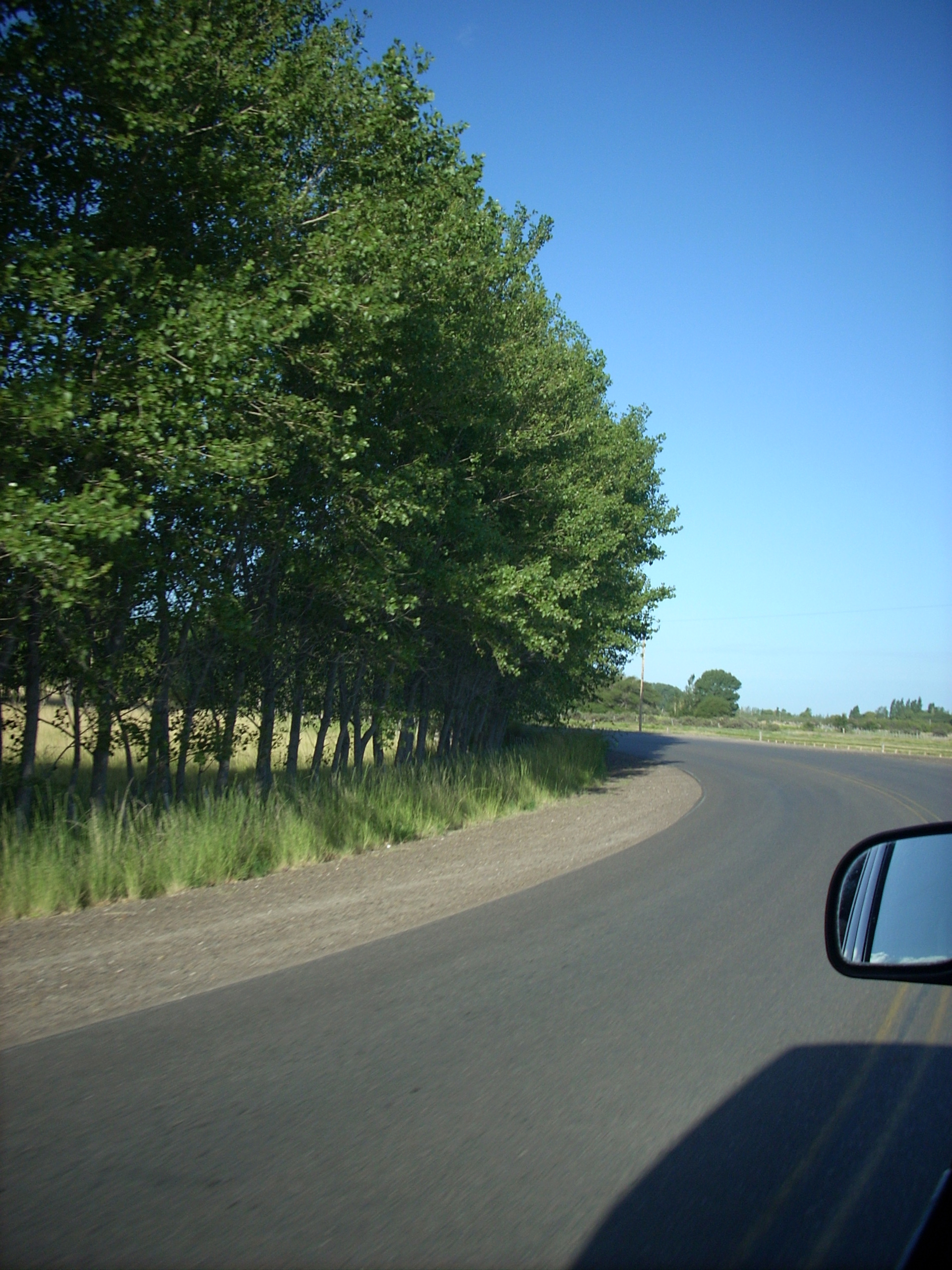
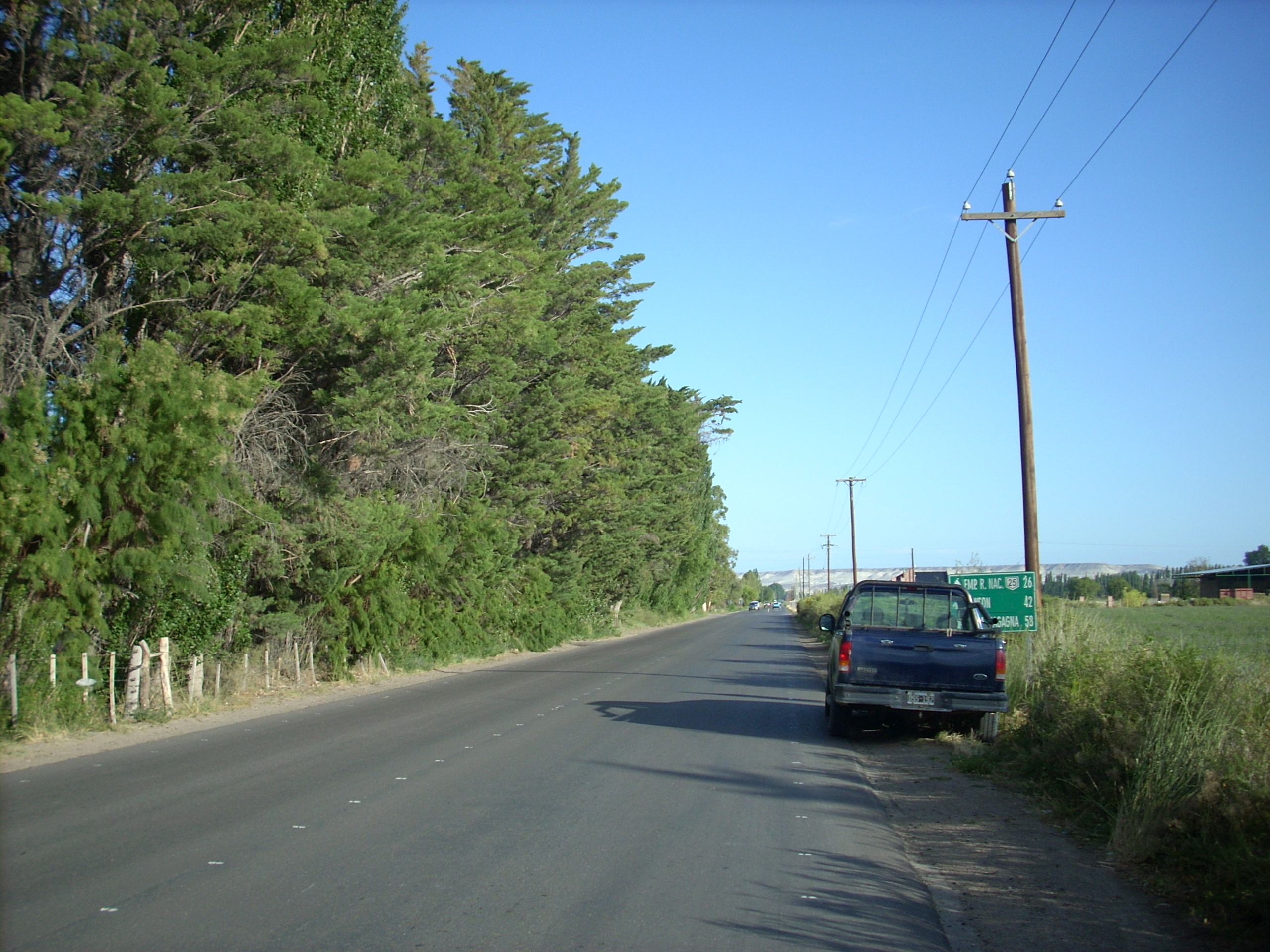
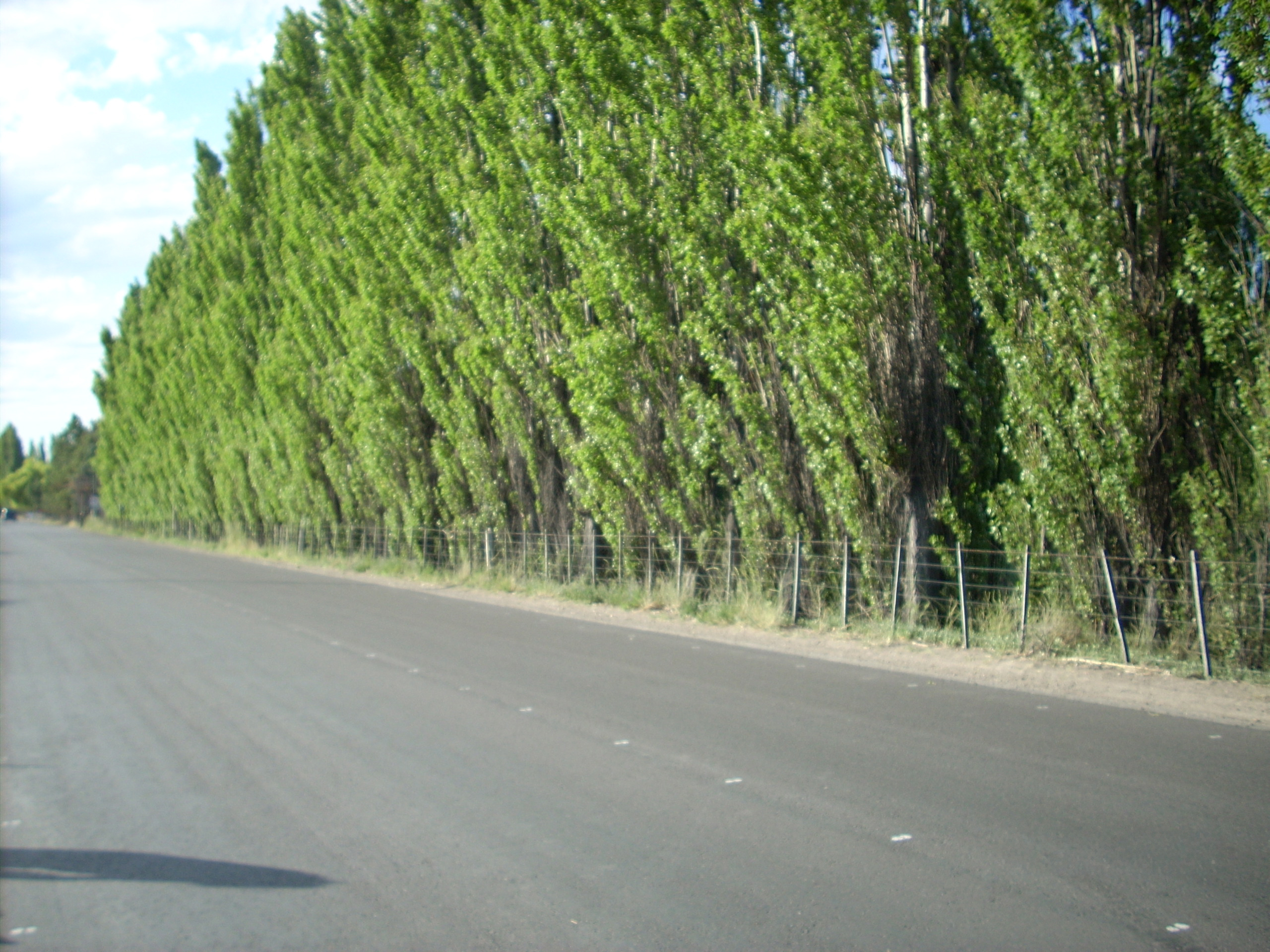
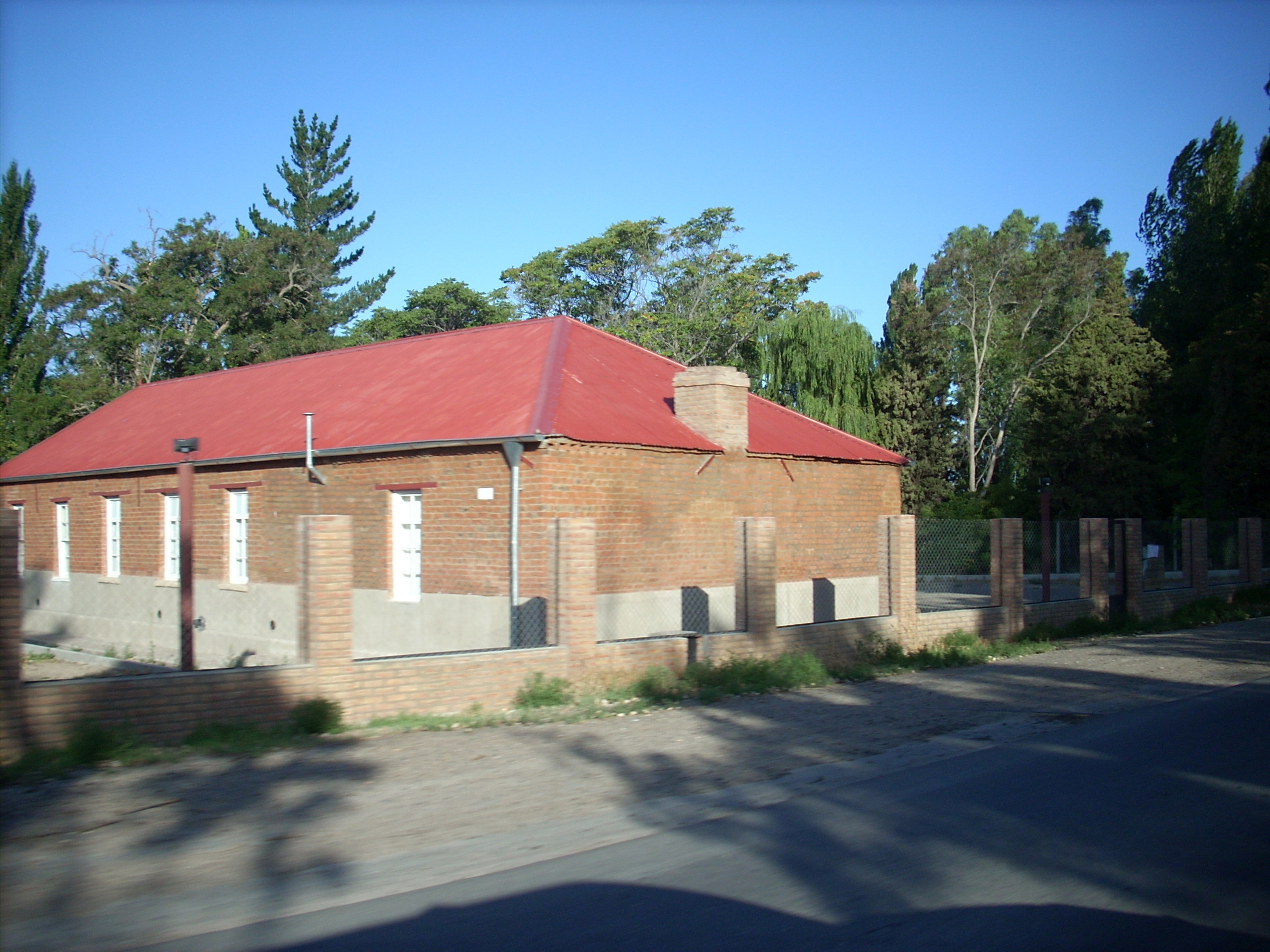
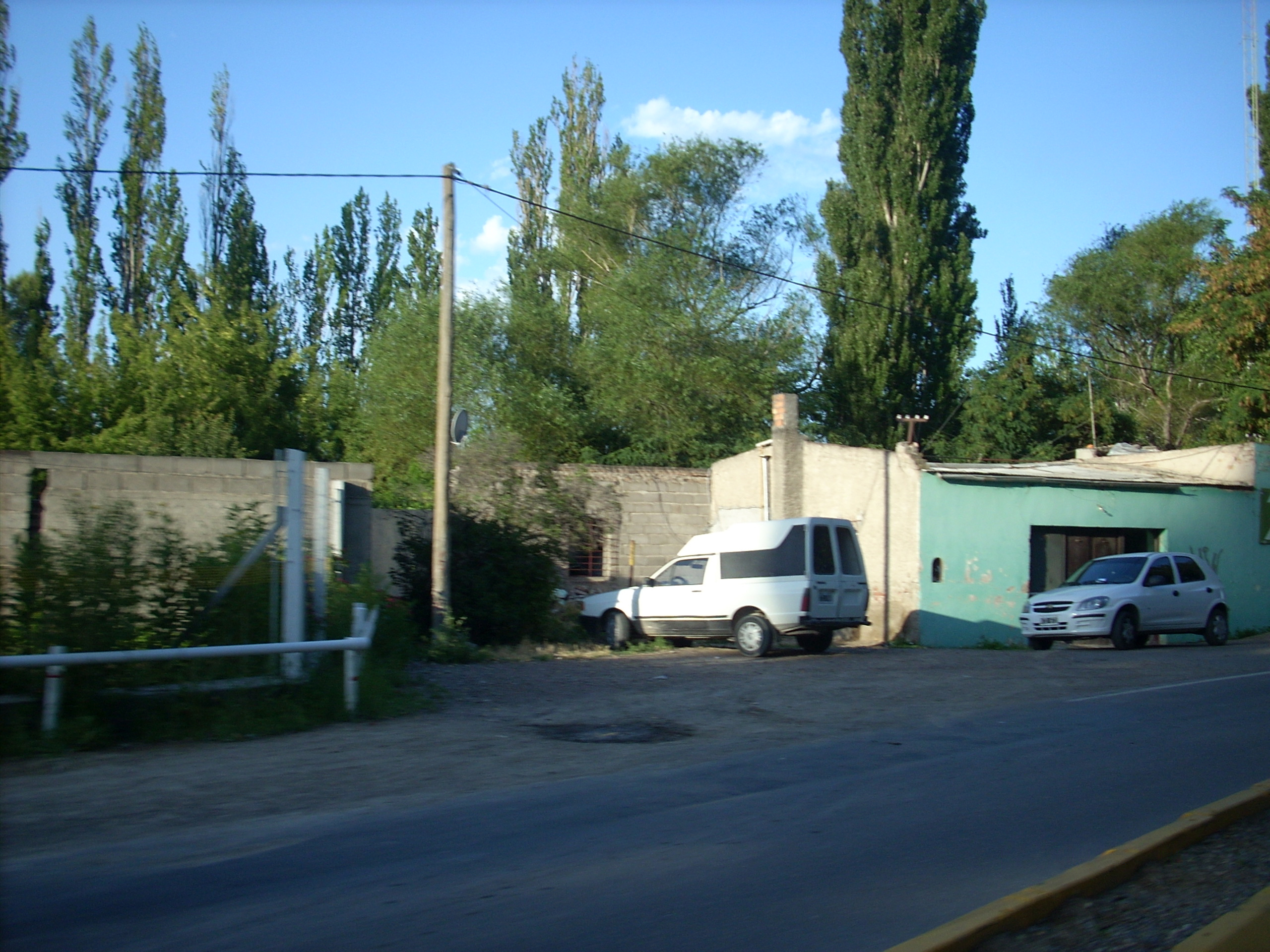
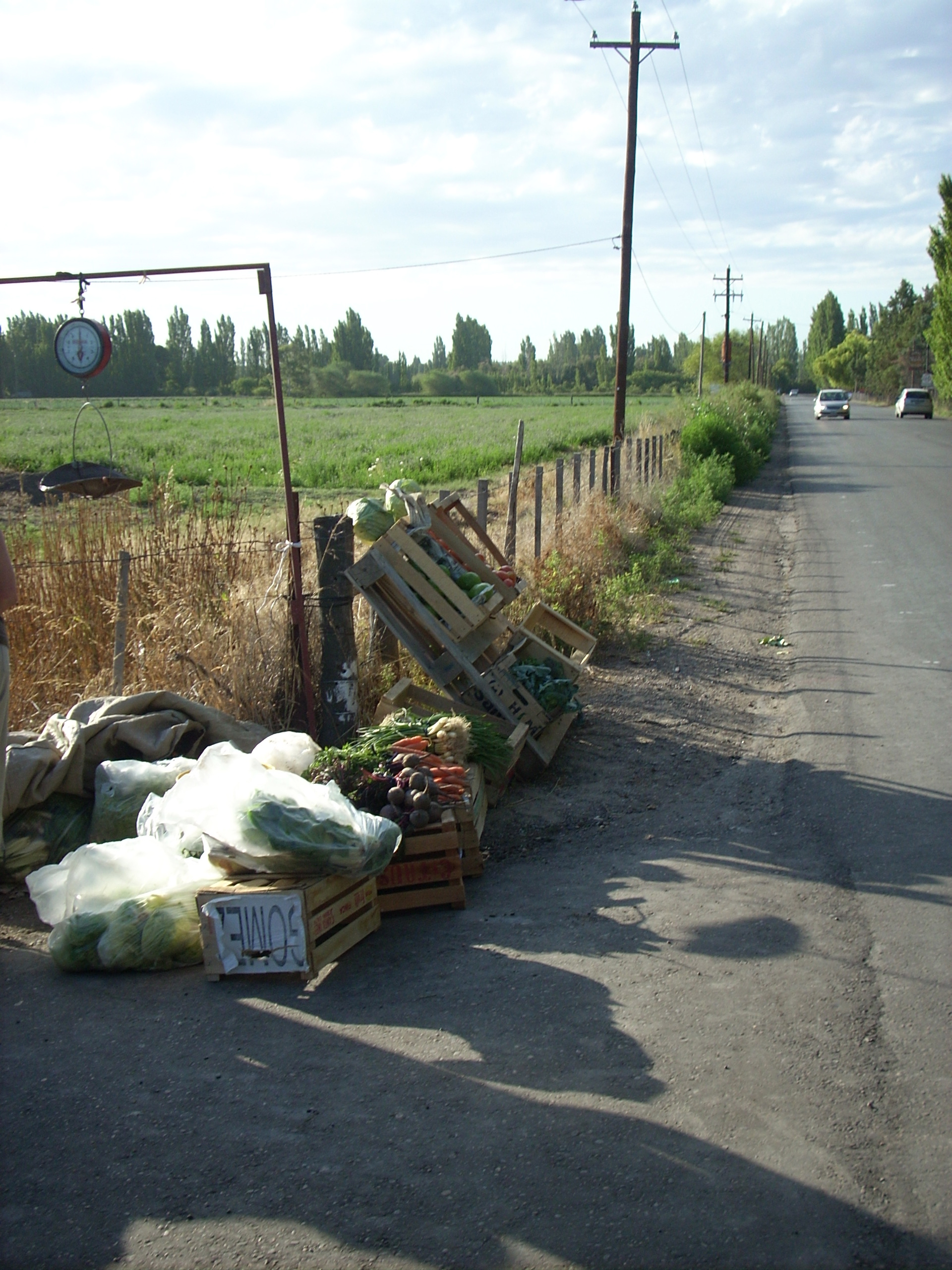